# Modeste Mopa Fatoing
Modeste Mopa Fatoing, né le 15 mars 1975 à Moutourwa, est un fiscaliste et haut fonctionnaire camerounais. Il est à la tête de la Direction générale des Impôts de 2013 à février 2023, date à laquelle, il est détaché auprès du FMI.

## Biographie

### Enfance et formation
Modeste Mopa Fatoing est né le 15 mars 1975 à Moutourwa, localité du département du Mayo-Kani dans la région de l'Extrême-nord. Il fait ses études primaires à Guidguis puis son cycle secondaire au lycée de Kaelé où il obtient son bac A4 en 1993. Il intègre alors l’Université de Douala où il obtient une licence en droit privé en 1996. Plus tard, il intègre l’École Nationale d’administration et de magistrature (Enam) au sein de la division des régies financières. Il est major de sa promotion à sa sortie de l'école d'administration et obtient parallèlement une maîtrise en droit des affaires à l’Université de Yaoundé 2.
Après une courte carrière administrative au sein de la Direction générale des impôts, il quitte le Cameroun et poursuit ses études en France et s'inscrit à l'École Nationale d'administration (ENA) de Paris. Il y obtient un master professionnel en Administration publique en 2007.
Il est marié et père de cinq enfants.

### Débuts
Modeste Mopa Fatoing commence sa carrière au sein de la fonction publique dès sa sortie de l'ENAM. Il intègre le ministère des Finances via la direction Générale des Impôts où il gravit les échelons pour devenir chef de division de la législation à seulement 30 ans. Après l'obtention de son master professionnel en administration publique à l’Ena en 2007, il retourne au Cameroun où il occupe le poste de chef secteur des impôts du Mfoundi dans la région du Centre. Il travaille en tant que conseiller du Centre régional d’assistance technique pour l’Afrique de l’Ouest du FMI et intègre le Centre d’assistance technique du fonds monétaire international (FMI) à Abidjan; fonction qu'il occupe jusqu'à sa nomination à la tête de la direction générale des impôts du Cameroun en 2013.
En 2019, il est élu président du Centre de rencontres et d’études des dirigeants des Administrations Fiscales à Yaoundé.

### Directeur général des impôts
Le 14 juin 2013, il est nommé Directeur général des impôts du Cameroun par le décret présidentiel n° 2013/176 du 14 juin 2013 portant nomination de responsables au Ministère des Finances. Alors âgé de 38 ans, il est le plus jeune jamais nommé à cette fonction. Il succède à Alfred Bagueka Assobo.
Dès sa nomination, il introduit un nombre important de réformes organisationnelles et fonctionnelles qui permettent de moderniser l'administration fiscale camerounaise et d'accroitre considérablement les recettes fiscales du pays. Il met en place des services de soins, d’optimisation et de collecte des recettes fiscales. Il met en place un service de digitalisation pour réduire le contact entre les agents du fisc et les contribuables. Pour le suivi des PME et grandes entreprises, il réorganise les structures spécialisées pour le suivi des transferts de collecte, des taxes aux entreprises, des compagnies et d’assurances. Grâce aux réformes apportées, les recettes fiscales du pays connaissent une forte augmentation.
Pendant son séjour à la tête de la DGI, il se fait également remarquer pour sa résistance face aux entreprises en délicatesse avec le fisc et croise le fer avec plusieurs personnalités influentes du pays. En 2020, il impose un redressement fiscal de 40 milliards de FCFA à Société Anonyme des Brasseries du Cameroun,. Par la suite, un climat de froid s'installe entre Modeste Mopa Fatoing et Célestin Tawamba, président du patronat camerounais. Le conflit serait dû à une proposition de réforme fiscale faite par le GICAM et qui, selon Célestin Tawamba, aurait été bloquée par le patron de la DGI.
En 2021, les entreprises du patron de médias Jean-Pierre Amougou Belinga font l'objet d'un recouvrement d'une dette fiscale de plus de 30 milliards de FCFA. Et l'homme d'affaire dénonce un « acharnement ».
Le 26 janvier 2023, un décret du chef de l'État le détache auprès du FMI. Il quitte la DGI en janvier 2023, en laissant derrière lui un « bilan éloquent » à la tête de la direction générale des Impôts.